# I violentatori della notte
I violentatori della notte (Les Prédateurs de la Nuit) è un film del 1988 diretto da Jesús Franco (come Jess Franco).

## Trama
Una ex paziente del Dr. Frank Flamand, la sfigurata Mrs. Francoisis, cerca di vendicarsi del dottore per un intervento mal riuscito gettandogli dell'acido in faccia ma lo manca e prende al suo posto la sorella di lui, Ingrid, in pieno viso, provocandole profonde ustioni e lasciandola sfigurata.
Durante un servizio fotografico a Parigi, l'assistente del dottore, Nathalie, droga e rapisce Barbara Hallen rinchiudendola in una stanza nella cantina della clinica di Flamand, dove si scopre che il dottore tiene imprigionate altre ragazze di cui utilizza la pelle, il sangue e altre parti anatomiche per sviluppare "trattamenti miracolosi" per i suoi pazienti. Mentre sorvegliano anche le altre ragazze rapite, scoppia una zuffa tra Natalie e Gordon, uno psicopatico muto utilizzato come assistente che vive nella cantina cibandosi occasionalmente di carne che asporta dalle ragazze.
A New York, il padre di Barbara, Terry Hallen, è in disperata attesa di ricevere notizie della figlia scomparsa ed assume un investigatore privato per trovarla, Sam Morgan. Giunto a Parigi, Morgan si reca in un obitorio con Brian Wallace della polizia francese per vedere il cadavere da poco ritrovato di una ragazza decapitata, ma si rende conto che non si tratta di Barbara a causa della diversa corporatura.
Flamand e Nathalie si recano dal chirurgo Dr. Orloff per parlare di un'operazione in grado di impiantare il viso di Barbara su quello di Ingrid. Orloff dice loro di contattare l'ex medico nazista Karl Heinz Moser. Tornati a casa, scoprono che Gordon ha aggredito Barbara ferendola al viso con un bisturi rendendo impossibile prelevare la sua pelle per l'intervento.
Morgan interroga il fotografo di Barbara, Maxence, apprendendo alcune informazioni utili prima di venir messo alla porta sbrigativamente da Doudo, la guardia del corpo di Maxence. Nel frattempo, Flamand rapisce un'altra donna, Melissa, per utilizzarla come cavia per il trapianto di viso. Morgan riferisce a Terry alcune notizie raccolte su Barbara - la ragazza era divenuta una prostituta ed era fuggita con un orologio d'oro rubato a un cliente.
Moser arriva per effettuare l'operazione, ma, delle complicazioni rendono inutilizzabile il viso asportato a Melissa che si disfa sotto le mani di Moser, venendo lasciata così a Gordon affinché possa decapitarla con una motosega. Flamand e Nathalie si mettono quindi alla ricerca di una sostituta. In un locale trovano un'attrice, e con l'inganno la conducono alla clinica, la drogano e nascondono il suo corpo. Morgan rintraccia una carta di credito appartenuta a Barbara Hallen, che lo porta fino alla clinica di Flamand.
Nella clinica Morgan vede un orologio al polso di Natalie e si ricorda di averlo visto al polso di Barbara in una foto. Un'infermiera della clinica entra nei sotterranei e scopre tutte le ragazze tenute prigioniere ma viene catturata ed uccisa da Gordon. Nel frattempo Moser, Flamand e Nathalie asportano il volto dell'attrice e lo mostrano a Ingrid.
Morgan fa ritorno alla clinica e viene attaccato da Gordon ma riesce ad ucciderlo impalandolo su un gancio. Morgan trova la chiave e localizza le ragazze rapite e Barbara ma viene rinchiuso da Natalie nella cella di Barbara insieme alla ragazza. Quindi, Flamand, Moser e Nathalie procedono a murare la cella. Flamand, Nathalie e Moser festeggiano la ritrovata bellezza di Ingrid mentre Moser consiglia loro di abbandonare il prima possibile la Francia, mentre Barbara e Sam si ritrovano intrappolati e sul punto di soffocare murati vivi.
Sam si ricorda di aver inviato a Terry un messaggio con le seguenti parole: Terry, ho rintracciato Barbara in questa clinica a Parigi. Andrò stasera a cercarla. Se non senti mie notizie nelle prossime 12 ore, manda i marines, Buon Natale. Terry dice alla sua segretaria di prenotargli il primo volo per Parigi con la speranza di salvarli.

### Finale alternativo
Il finale originario del film prevedeva che Sam riuscisse a salvare Barbara, e che arrestasse Flamand, Nathalie, Moser, ed Ingrid, con Terry che si recava a Parigi per riportarli a casa. Jess Franco volle un finale più aperto ed inquietante, decidendo di menzionare solo il fatto che Terry Hallen sta partendo per Parigi diretto alla clinica, ma lasciando lo spettatore nel dubbio se riuscirà o meno a salvare i due.

## Produzione
Terminato il periodo spagnolo, nel 1987 Jess Franco rientrò nel circuito del cinema commerciale internazionale con Dark Mission. In quell'occasione egli incontrò nuovamente Brigitte Lahaie, un'attrice che dopo essersi lasciata alle spalle il cinema hard, aveva fatto una buona carriera ed era diventata l'amante del produttore e distributore René Chateau. Con l'intenzione di lanciarla su scala mondiale, il produttore francese affidò a Franco il compito di girare un film horror con la Lahaie come protagonista femminile e un cast di star internazionali, tra cui Helmut Berger, Telly Savalas e persino la signora Chabrol, Stéphane Audran.
Inaspettatamente, Franco si trovò dunque a passare dal cinema spagnolo di nicchia, a costo zero e girato con una troupe di pochi amici, ad una grande produzione. Negli anni sessanta il regista aveva già lavorato in alcune grandi produzioni, come Justine and Juliet, ma conservando una concezione artigianale. Il disagio di fronte a quella che nel frattempo è diventata una vera e propria industria, è evidente tanto nel modo in cui Franco rievocò l'esperienza in alcune interviste, quanto nel risultato finale, nel quale è difficile ravvisare la sua mano, altrove così evidente. E neppure la scelta di un soggetto a lui caro, col quale si era più volte confrontato nel corso della sua carriera, riuscì a salvare la situazione.
La trama di Les Prédateurs de la Nuit richiama infatti Gritos en la noche (1961), il primo horror girato da Franco, e più ancora l'antecedente Occhi senza volto di Georges Franju (1959), di cui ripropone la scena raccapricciante dell'intervento chirurgico con cui il dottor Moser, il chirurgo pazzo, stacca letteralmente il volto di una donna, come una maschera di pelle. Ma non è questo, truculento e sanguinario (a dispetto del titolo italiano la componente sessuale è nulla e non ci sono violentatori), il tipo di film-horror che il regista ama, e il cast di lusso appare altrettanto a disagio, tanto che alla fine l'interpretazione più convincente è proprio quella di Brigitte Lahaie, alla quale è riservato il ruolo più originale.